# Эскадренные миноносцы типа «Флетчер»
Эскадренные миноносцы типа «Флетчер» — тип эскадренных миноносцев, в период Второй мировой войны состоящий на вооружении ВМС США. После окончания Второй мировой и начала холодной войны эскадренные миноносцы типа «Флетчер» постепенно передавались ВМС военно-политических союзников США. Эсминцы типа «Флетчер» являются самыми известными эсминцами США и самым крупносерийным типом эсминцев в мире за всю историю флота. Четыре эсминца типа «Флетчер» в настоящее время являются кораблями-музеями.

Я всегда полагал, что эсминцы типа «Флетчер» выиграли войну… они были сердцем и душой малого флота Оригинальный текст (англ.) I always felt it was the Fletcher class that won the war ... they were the heart and soul of the small-ship Navy
— Lieutenant Commander Fred Edwards

## История разработки
Разработка эскадренных миноносцев типа «Флетчер» была начата в октябре 1939 года. В соответствии с первоначальными требованиями (водоизмещение не должно было превышать 1600 дл. т, на вооружение корабля должно было быть не менее четырёх 127-мм орудий и 10 торпедных аппаратов, скорость — не менее 36 узлов) было подготовлено 6 эскизных проектов эсминцев, мало отличавшихся от предшествующих типов «Бенсон» и «Симс». Но уже в конце 1939 года 1600-тонное ограничение перед конструкторами было снято, так как стало ясно, что в пределах этого водоизмещения невозможно реализовать дополнительные требования. Новые требования, предъявленные к конструкторам будущего типа эскадренных миноносцев, включали необходимость вооружения кораблей 28-мм счетверенным автоматом и усиления противолодочного вооружения.
Новый проект эскадренных миноносцев типа «Флетчер» был утверждён секретарём флота 27 января 1940 года. 25 первых кораблей были заказаны к строительству 28 июня и 1 июля 1940 года.
Эсминцы, несмотря на большие размеры, строились очень быстро — в среднем от закладки киля до ввода в эксплуатацию — 331 день. Важно то, что на «Флетчер» ещё на стадии проектирования закладывался резерв водоизмещения на новые системы вооружения, в то время как на предшествующих типах усиление зенитного и противолодочного вооружения велось за счёт снятия части 127-мм орудий и торпедных аппаратов либо приходилось укладывать балласт.

## История строительства
Всего в 1942 — 1944 годах было построено 175 эскадренных миноносцев типа «Флетчер». Стоимость одного корабля составляла 11 086 000 долларов (данные Jane, 1942).

## Конструкция

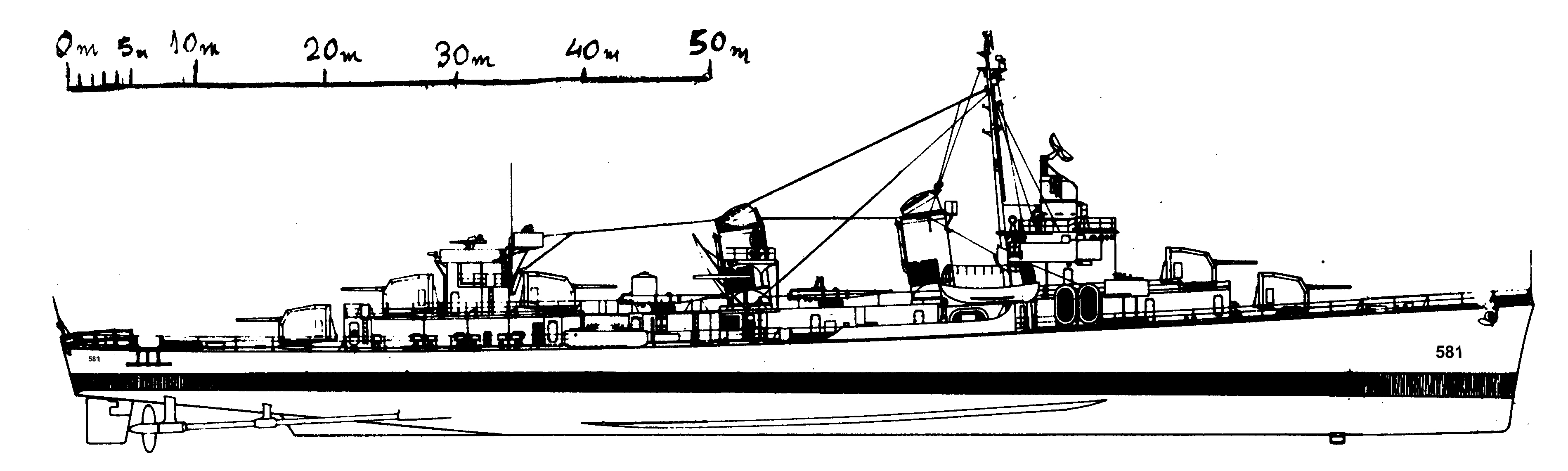
DD-581

### Конструкция корпуса и надстроек
В проекте эскадренных миноносцев типа «Флетчер» впервые за 20 лет вернулись к гладкопалубной конструкции корпуса с заметной седловатостью. Подобное решение обеспечивало некоторый выигрыш весовой нагрузки, отводимой на корпус, но уменьшало объём внутренних помещений, «выдавливая» часть из них в надстройки, что служило одной из причин критики проекта. Ещё одним важным новшеством стало противоосколочное бронирование — борта и палуба над энергетической установкой защищались 13-мм бронелистами, а на директоре ГК броня утолщалась до 19 мм. Корпус сварной, кроме клепаных соединений пазов и стыков наружной обшивки в районе миделя.

### Вооружение
ГК состоял из пяти универсальных 127 мм/38 орудий, оснащенных системой управления огнём Марк 37, боекомплект составлял 2100 выстрелов или 420 снарядов на ствол. Во время войны эсминцы принимали в перегруз до 2775 снарядов, а когда понадобилось место для боеприпасов ставшей многочисленной мелкокалиберной зенитной артиллерии боекомплект сократили до 380 выстрелов на ствол. Лёгкое зенитное вооружение состояло из одной счетверенной зенитной установка калибра 1,1 дюйма (28-мм), четырёх пулемётов Браунинга калибра 0.50 (12,7-мм). В течение 1941 — начале 1942 года в проекте было пересмотрено зенитное вооружение: пулемёты — заменены одиночными 20-мм пушками Oerlikon. Позже 28-мм установка заменена одной спаренной 40-мм установкой пушек Bofors.
| Артиллерия эсминцев                    | Артиллерия эсминцев       | Артиллерия эсминцев | Артиллерия эсминцев | Артиллерия эсминцев | Артиллерия эсминцев | Артиллерия эсминцев | Артиллерия эсминцев |
| Орудие                                 | Соединённые Штаты Америки | Япония              | 25-мм/60 Тип 96     | 28-мм/75            | 40 mm/56 (Bofors)   | Эрликон             |                     |
| -------------------------------------- | ------------------------- | ------------------- | ------------------- | ------------------- | ------------------- | ------------------- | ------------------- |
| Калибр, мм                             | 127                       | 127                 | 25                  | 28                  | 40                  | 20                  |                     |
| Длина ствола, калибров                 | 38                        | 50                  | 60                  | 74,5                | 56                  | 70                  |                     |
| Скорострельность, в/мин                | 16 — 20                   | 6 — 12              | 110 — 260           | 100                 | 100                 | 250 — 320           |                     |
| Вес снаряда, кг                        | 25                        | 23                  | 0,243—0,262         | 0,416               | 0,9                 | 0,12                |                     |
| Начальная скорость, м/с                | 780                       | 911                 | 900                 | 823                 | 881                 | 844                 |                     |
| Максимальная дальность, м              | 16 100                    | 18 380              | 7500                | 6767                | 10 180              | 4400                |                     |
| Максимальная досягаемость по высоте, м | 10 000 (7500)             | 8100(7400)          | 5200(1500)          | 5791(1550)          | 6797(2500)          | 2400(915)           |                     |
| Живучесть ствола                       | 3000                      | 700                 | 12 000              | нет данных          | 9500                | 9000                |                     |

### Двигательная установка
Мощность энергетической установки повысили до 60 000 л. с. для достижения скорости в 38 узлов, так как по существовавшим в то время представлениям, скорость эскадренных миноносцев должна была превышать скорость эскортируемых ими кораблей (как минимум на 5 узлов). Однако, перегрузка не позволила кораблям этого типа приблизиться к проектному значению скорости — при водоизмещении, близком к полному, эсминцам редко удавалось превысить скорость в 34 узла, при том, что мощность энергетической установки соответствовала контрактной, в нормальном грузу все эсминцы типа «Флетчер» развили не менее 35 узлов, при водоизмещении близком к стандартному скорость оставляла 36,5-38 узлов. Двигательная установка компоновочно повторяла тип «Гливз» — была высокотемпературной установкой среднего (43 Атм.) давления, которая теоретически обеспечивала на 20-30 % большую эффективность, чем современные конструкции подавляющего большинства иностранных эсминцев. Платой за это была большая масса энергетической установки, которая составляла 787—822 дл. тонны. Запас топлива составлял 491 дл. тонн флотского мазута и 40 тонн солярки. Расчётная дальность по результатам испытаний составляла 4800 миль на ходу 15 узлов и 4150 на 20, фактическая — 4490 морских миль на 15 узлах или 4900 миль на ходу 12 узлов при проектной дальности 6500 миль на 15 узлах.
Рабочее давление пара — 43,3 кГ/см², температура — 454 °C . Давление на входе в турбину 565 psi (38,96 кгс/см², 38,4 атм.).
Проектная скорость составляла 37,8 узла при водоизмещении 2544 дл. тонны.

### Мореходность
Корабли отличались хорошими мореходными качествами и высокой остойчивостью. Высокая начальная остойчивость была следствием низкого расположения очень массивных, компактных силовых механизмов. Из-за этого эсминцы обладали резкой бортовой качкой, частично компенсированной скуловыми килями. Одинарный руль обеспечивал крайне малую маневренность. Диаметр циркуляции на ходу 30 узлов превосходил аналогичный показатель британских ЭМ примерно на 300 м и достигал 950 ярдов (868 метров), что затрудняло взаимодействие.

## Служба
Корабли принимали активное участие в боевых действиях на море в период Второй мировой войны. За 1943—1945 гг. ВМС США было потеряно 23 эсминца типа «Флетчер» из 175 единиц, поставленных американскому флоту.
В послевоенное время, по мере возрастания возможностей советских подводных лодок и повышения их активности в Мировом океане, США начали осуществлять программу экстренного увеличения противолодочных возможностей флота, в том числе и противолодочных возможностей эскадренных миноносцев типа «Флетчер».
Модернизированные эсминцы типа «Флетчер», снабженные новыми детекторами и противолодочным оружием, были переклассифицированы в эскортные эсминцы (DDE). Модернизация эсминцев типа «Флетчер» должна была проходить по программам FRAM I и II (Fleet Rehabilitation and Modernization). Однако, в связи с наличием большого числа эсминцев типов «Самнер» и «Гиринг», руководство американских ВМС посчитала, что стоимость переоборудования «Флетчеров» не оправдывается их предполагаемой эффективностью. В результате программа FRAM для эскадренных миноносцев типа «Флетчер» была сокращена в пользу эсминцев типа «Гиринг».
В 1960-е годы помимо боевой службы несколько эсминцев типа «Флетчер» принимали участие в американской космической программе. В мае 1961 года эскадренный миноносец The Sullivans (DD-537) находился в поисковой группе во главе с авианосцем USS Lake Champlain (CVS-39), обеспечившей благополучное приводнение астронавта Алана Шепарда, совершившего первый американский суборбитальный полет на космическом корабле «Меркурий».
После отказа от проведения модернизации «флетчеров» по программе FRAM, эсминцы этого типа стали отдавать в аренду или продавать дружественным иностранным правительствам. Первыми эскадренными миноносцами типа «Флетчер», сменившими военно-морской флаг, стали эсминцы Capps и David W.Taylor, переданные Испании 15 мая 1957 года. При этом Capps получил новое имя в честь одной из величайших морских битв в истории — битвы при Лепанто. ФРГ в январе 1958 года получила USS Anthony (DD-515), вошедший в строй Бундесмарине как Z-1 (Zerstoerer-1). Затем к нему присоединились ещё пять кораблей, причем последний вошёл в состав ВМС ФРГ в апреле 1960 года. Япония получила 2 эсминца этого типа — USS Heywood L. Edwards и Richard P. Leary. Оба были переданы Морским силам самообороны Японии в марте 1959 г.
Аргентине, Бразилии, Греции, Италии, Мексике, Республике Тайвань, Турции, Чили, Перу, Колумбии и Республике Корея также были переданы эскадренные миноносцы этого типа. Всего вышеперечисленным 14 странам было передано из ВМС США 53 эсминца типа «Флетчер».

## Галерея

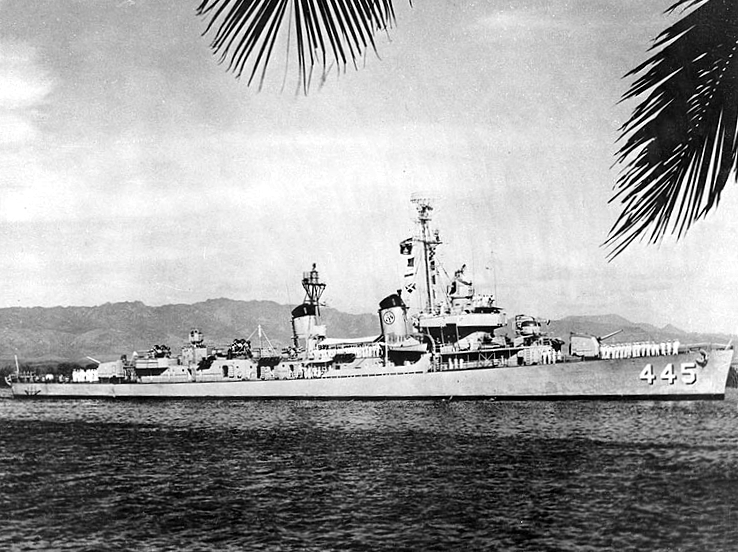
Головной эсминец типа «Флетчер» USS Fletcher в Перл-Харборе, 1964 год
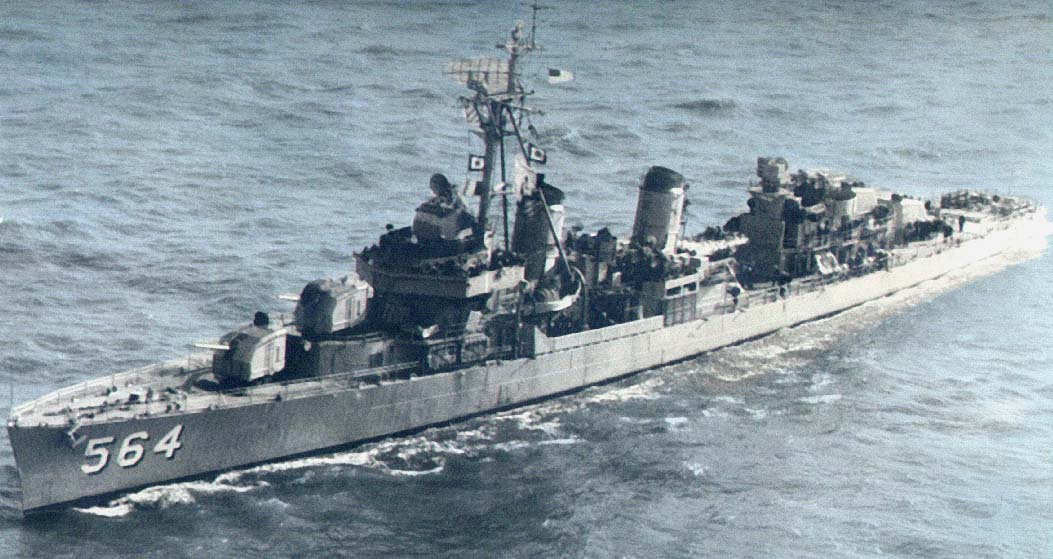
Эсминец USS Rowe (DD-564). Дата и место снимка неизвестны
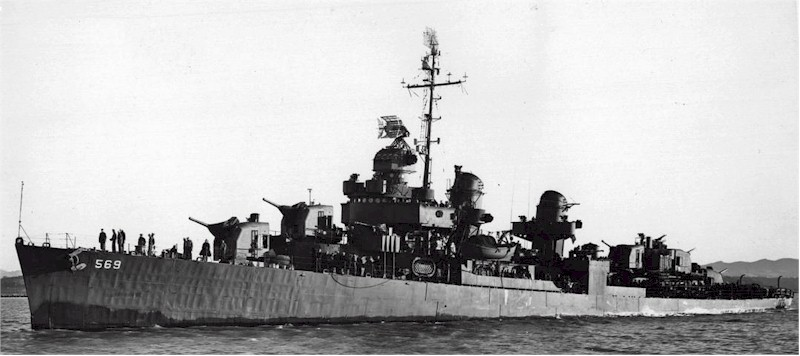
USS Aulick (DD-569) 24 февраля 1945 года у полуострова Меэ, Калифорния